# Miguel Cané
Pour l’article homonyme, voir Miguel Cané (Argentine).
Miguel Cané (Montevideo, 27 janvier 1851 - Buenos Aires, 5 septembre 1905) était un journaliste, écrivain, avocat, diplomate, homme politique, haut fonctionnaire et sénateur argentin. 
Après un parcours de journaliste et de diplomate, il devint maire de Buenos Aires, exerça plusieurs fonctions dans la haute administration publique, et fut, dans les années 1890, ministre de l'Intérieur et des Affaires étrangères. Par ailleurs, il enseigna à l'université, et figure aujourd'hui comme l'un des écrivains les plus représentatifs de la dénommée Génération de 1880 de la littérature argentine.

## Biographie
Fils de l'écrivain et homme politique anti-rosiste Miguel Toribio Cané et d'Eufemia Casares Morales, tous deux d'origine portègne, il naquit cependant à Montevideo, durant les années d'exil de sa famille. Il arriva à Buenos Aires à l'âge de deux ans, en compagnie de ses parents, peu de temps après la chute du dictateur Juan Manuel de Rosas.
Entre 1863 et 1868, il fit ses études secondaires au Collège national de Buenos Aires, à une époque où celui-ci était encore un internat de garçons, sous le provisorat du chanoine Eusebio Agüero, et comme élève du professeur d'origine française Amédée Jacques. Il fera plus tard, dans Juvenilia, roman autobiographique paru en 1884 et sans doute la plus connue de ses œuvres, le récit de ses expériences dans ce prestigieux établissement.
Fort jeune encore, il s'inicia au journalisme dans le journal La Tribuna, dirigé par ses cousins Varela, puis à El Nacional, dont les rédacteurs étaient Domingo Faustino Sarmiento et Dalmacio Vélez Sársfield.
Il épousa en 1875 María Sara Belaústegui Cueto, avec laquelle il aura deux enfants, Miguel Ramón et Sara Cané Belaústegui.
En 1878, il acquit son titre d'avocat à l'université de Buenos Aires. Il devint député provincial et national, directeur des Postes et diplomate auprès des gouvernements de Colombie et du Venezuela. Il racontera ses expériences à l'étranger dans son ouvrage En viaje (litt. En voyage) de 1884. Il fut ensuite, sous la présidence de Luis Sáenz Peña, maire de la ville de Buenos Aires entre 1892 et 1893, ministre des Affaires étrangères et de l'Intérieur, et ambassadeur d'Argentine à Paris. En 1898, il obtint un siège au sénat, où il fit adopter en 1902, sur sollicitation de l'organisation patronale Unión Industrial Argentina, la loi de Résidence (en esp. Ley de Residencia), dite aussi loi Cané, qui donnait licence au gouvernement d'expulser des immigrants (c'est-à-dire, en fait, des militants syndicalistes et anarchistes) sans jugement préalable.

## Œuvres
- Juvenilia (1884)
- Ensayos
- En viaje 1881-1882 (1884)